# Nelson Torres
Nelson Rubén Torres Flores (* 19. Juni 1944 in Santiago) ist ein ehemaliger chilenischer Fußballspieler. Der Außenstürmer absolvierte vier Länderspiele für Chiles Nationalmannschaft und erzielte dabei ein Tor.

## Karriere

### Verein
Nelson Torres kam 1961 in die Jugend vom CD Green Cross, mit dem er die Jugendmeisterschaft 1962 gewinnen konnte. Er erhielt einen Profivertrag und traf bei seinem Debüt in der Primera División auf den CF Universidad de Chile, bei dem sein Cousin Alfonso Sepúlveda spielte. Nach nur zwei Ligaspielen wechselte Torres zum CD Palestino. Für die Arabes spielte der Offensivakteur zehn Jahre, wurde 1964 aber für eine Saison an seinen Jugendverein Green Cross verliehen. Mitte 1971, nach dem Abstieg Palestinos, wechselte Torres nach Mexiko zu Deportivo Toluca, wo er auf seinen ehemaligen Teamkollegen Carlos Valenzuela traf, und kehrte 1974 nach Santiago de Chile zurück, wo er seine Karriere bei Unión Española beendete.

### Nationalmannschaft
Nelson Torres debütierte für Chile unter Trainer Alejandro Scopelli im Dezember 1967 in der Qualifikation zum Campeonato Sudamericano 1967 beim 0:0-Unentschieden gegen Kolumbien. Danach stand er allerdings nicht im Turnierkader. Der Offensivspieler kam danach noch zu drei weiteren Einsätzen im Nationaltrikot, zuletzt im Dezember 1968 gegen Deutschland.

## Erfolge
Universidad de Chile
- Primera División: 1959, 1962, 1964

## Sonstiges
Nelson Torres ist Cousin des ehemaligen Profifußballspielers und Nationalspielers Alfonso Sepúlveda.